# Youngstown State Penguins

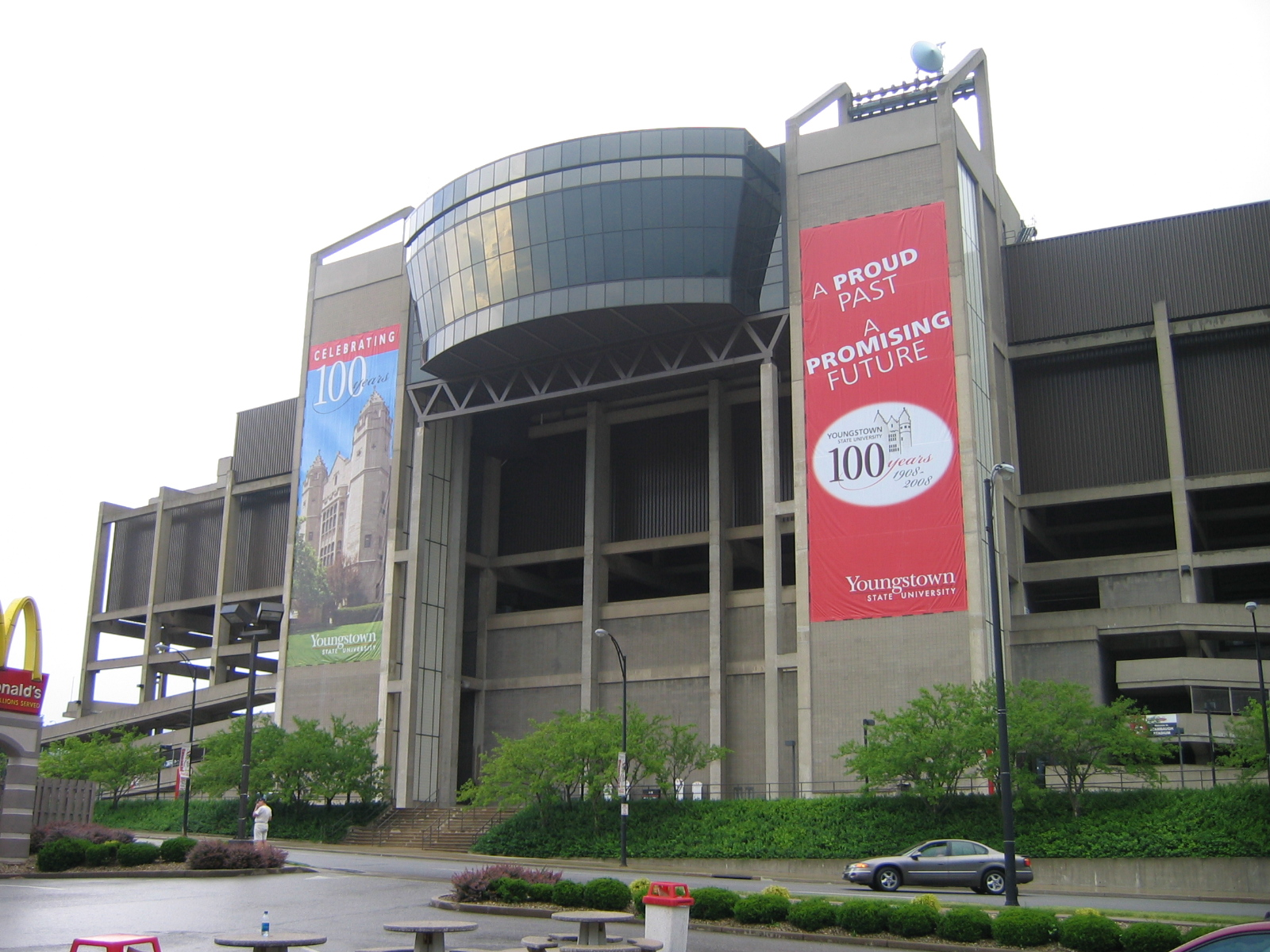
Stambaugh Stadium.

Youngstown State Penguins (en español: "Pingüinos de la Estatal de Youngstown") es la denominación de los equipos deportivos de la Universidad Estatal de Youngstown, institución académica ubicada en Youngstown, Ohio. Los Penguins participan en las competiciones universitarias organizadas por la NCAA, y forman parte de Horizon League, salvo en el fútbol americano, que lo hace en la Missouri Valley Football Conference, y el bowling femenino, que lo hace en la Conference USA.

## Apodo y mascota
El apodo de la universidad es el de Penguins desde 1933, siendo la única universidad de la División I de la NCAA en tener como mascota a un pingüino. Existen dos teorías de cómo surgió el apodo, la primera hace referencia al comentario de un espectador durante el calentamiento de un partido de baloncesto, en un día gélido, en el cual los jugadores movían los brazos asemejándose a los pingüinos. La otra hace referencia a un viaje para jugar un partido en 1932, en el cual se vieron atrapados por una tormenta de nieve, teniendo que salir en varias ocasiones a empujar los vehículos. La discusión de ese día en el viaje era precisamente el de poner nombre a los equipos, y surgió el de pingüino. Las mascotas se llaman Pete and Penny, dos pingüinos con bufanda y gorro.

## Programa deportivo
Los Penguins compiten en 8 deportes masculinos y en 11 femeninos:
| Masculino: - Atletismo - Atletismo cubierta - Baloncesto - Béisbol - Campo a través - Fútbol americano - Golf - Tenis | Femenino: - Atletismo - Atletismo cubierta - Baloncesto - Bowling - Campo a través - Fútbol - Golf - Natación - Sóftbol - Tenis - Voleibol |

### Fútbol americano
El equipo de fútbol americano es el que más éxitos le ha reportado a la universidad, consiguiendo ganar el Campeonato Nacional en cuatro ocasiones, a sólo una del récord que mantiene Georgia Southern. Un total de 22 jugadores han llegado a jugar como profesionales en la NFL.

### Baloncesto
Solamente un jugador surgido de esta universidad ha llegado a jugar en la NBA, Leo Mogus, que lo hizo entre 1947 y 1951.

## Instalaciones deportivas

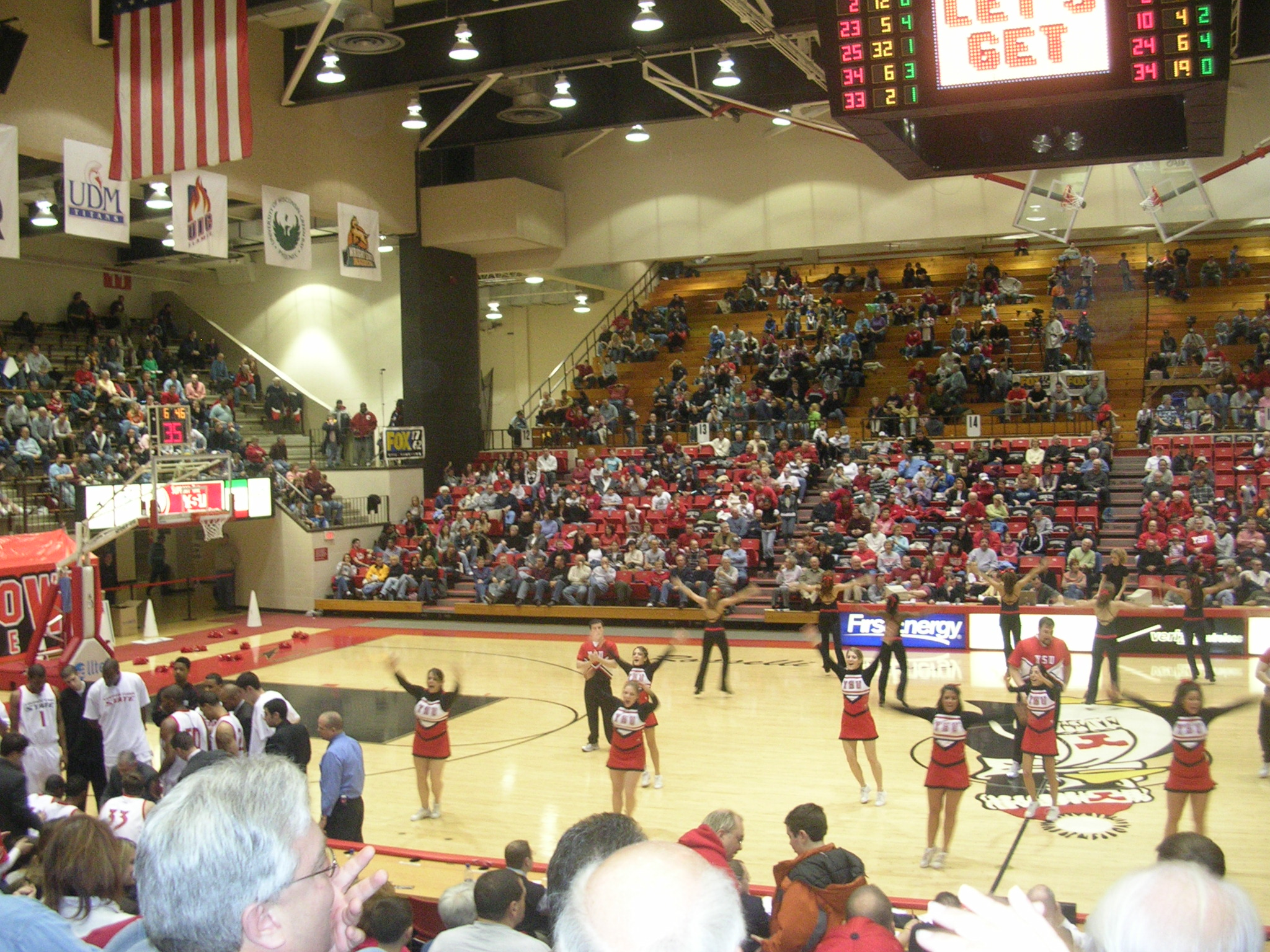
Interior del Beeghly Center.

- Stambaugh Stadium es el estadio donde disputan sus partidos el equipo de fútbol americano. fue construido en 1982 y tiene una capacidad para 20.630 espectadores.[4]
- Beeghly Center, es el pabellón donde disputan sus encuentros los equipos de baloncesto y voleibol. Fue construido en 1972 y tiene en la actualidad capacidad para 6.300 espectadores.[5]